# 短舌匹菊
短舌匹菊（学名：Tanacetum parthenium）是菊科菊蒿属的植物。原生長于歐亞大陸，特別是在巴爾幹半島、土耳其及高加索，已由人工引种栽培在中国、北美洲、智利等地。
形态特征

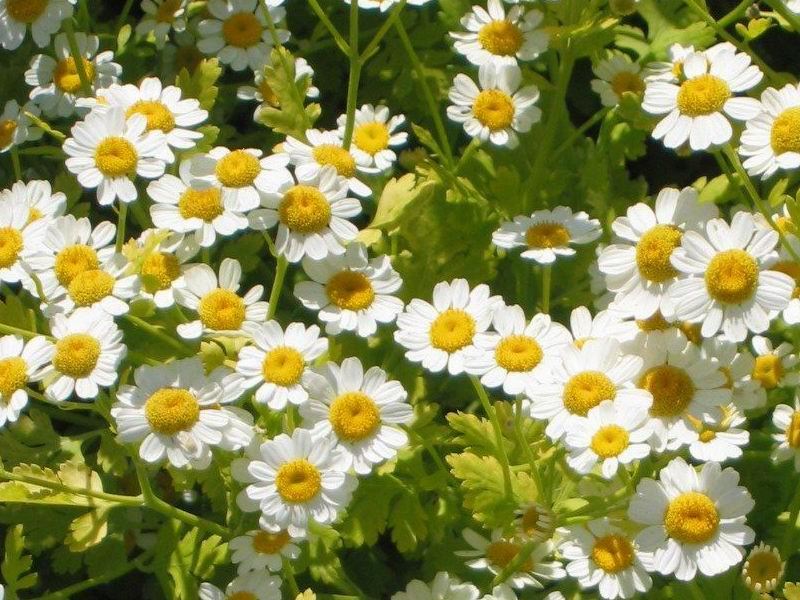
花

多年生草本植物，高15-50厘米，有短的直根。
茎直立，自基部或上部分枝，有较多的叶。茎生叶花期枯萎。
中上部茎叶卵形，长5-7厘米，宽4-4.5厘米，二回羽状分裂。一回为全裂，侧裂片3-4对，椭圆形或卵形；二回为羽状浅裂、半裂或深裂，裂片边缘或顶端有粗钝锯齿。花序下部叶小，羽状分裂。全部茎叶有柄，基生叶柄长达10厘米，中部茎叶的柄长0.5-1.5厘米。叶两面黄绿色，沿脉有极稀疏的短柔毛或无毛。
头状花序多数（约25个）在茎枝顶端排成复伞房花序，花梗长2-3.5厘米。总苞直径6-9毫米。总苞片3-4层；外层披针形，长1毫米，几无膜质狭边；中内层长椭圆形或倒长披针形，长2.5-3毫米，边缘白色膜质。全部苞片硬草质。
舌状花白色或稍染红色。舌片倒卵状椭圆形，长3-6毫米，宽3毫米，顶端3齿裂。瘦果长约1.2毫米。冠状冠毛长0.2毫米，边缘有不等形浅齿裂。
舌状花瘦果的冠状冠毛常退化。
花果期7-8月。